# Axel Lindahl
Karl Axel Lindahl (4 aprile 1995) è un calciatore svedese, difensore dell'Öster.

## Carriera
Lindahl è cresciuto nelle giovanili del Lidköpings IF. Il 16 aprile 2016 ha esordito nell'Oskarshamns AIK, in Division 1, ovvero la terza serie nazionale: in quell'occasione ha sostituito Andreas Birgersson nel pareggio per 0-0 contro il Landskrona BoIS. Il 23 ottobre dello stesso anno ha realizzato la prima rete, nella sconfitta per 3-2 subita sul campo dell'Husqvarna.
Nel 2018, Lindahl si è trasferito allo Jönköpings Södra, in Superettan. Ha debuttato con questa maglia il 23 maggio, sostituendo Árni Vilhjálmsson nel pareggio per 2-2 contro il Degerfors. L'anno seguente è passato proprio al Degerfors, sempre in Superettan: ha giocato la prima partita con questa casacca il 31 marzo 2019, venendo impiegato da titolare nella vittoria per 1-4 in casa del Syrianska. Il 24 giugno successivo ha trovato la prima rete, nel successo per 0-3 sul campo del GAIS. Al termine del campionato 2020, il Degerfors ha conquistato la promozione in Allsvenskan.
Il 1º febbraio 2021, i norvegesi del Bodø/Glimt hanno ufficializzato l'ingaggio di Lindahl, che ha firmato un contratto triennale con il nuovo club. Il 9 maggio ha esordito in Eliteserien, subentrando a Sondre Sørli nella vittoria per 3-0 sul Tromsø. Il 16 giugno ha siglato la prima rete nella massima divisione locale, nel 7-2 inflitto allo Strømsgodset.
L'11 agosto 2021 ha fatto ritorno al Degerfors con la formula del prestito. Il 15 agosto, Lindahl ha quindi debuttato in Allsvenskan, subentrando ad Abdelrahman Saidi nel 3-0 inflitto all'Häcken. Il 28 novembre successivo è arrivata la prima rete nella massima divisione svedese, nel 4-1 sull'IFK Norrköping.
Il 3 gennaio 2022, il Bodø/Glimt ha ceduto Lindahl al Kalmar a titolo definitivo con un contratto di tre anni. Ha esordito con questa maglia il 3 aprile, schierato titolare nella sconfitta per 0-1 subita contro il Malmö FF. È rimasto in rosa per due stagioni nelle quali ha collezionato complessivamente 50 presenze in campionato, 35 delle quali da titolare.
Prima dell'inizio dell'Allsvenskan 2024 è passato all'Häcken attraverso un beve prestito valido fino all'estate. Nella prima metà del torneo ha alternato presenze da titolare ad altre da subentrante ad altre partite in cui non è neppure entrato. A giugno la società giallonera lo ha rilevato a titolo definitivo con un contratto di un anno e mezzo, ma nella seconda metà di campionato ha collezionato solo una presenza, da subentrante.
Nel gennaio 2025 è stato così ceduto a titolo definitivo all'Öster, formazione neopromossa nell'Allsvenskan 2025.

## Statistiche

### Presenze e reti nei club
Statistiche aggiornate all'8 luglio 2022.
| Stagione               | Club                   | Campionato             | Campionato | Campionato | Coppe nazionali | Coppe nazionali | Coppe nazionali | Coppe continentali | Coppe continentali | Coppe continentali | Supercoppe | Supercoppe | Supercoppe | Totale | Totale |
| Stagione               | Club                   | Comp                   | Pres       | Reti       | Comp            | Pres            | Reti            | Comp               | Pres               | Reti               | Comp       | Pres       | Reti       | Pres   | Reti   |
| ---------------------- | ---------------------- | ---------------------- | ---------- | ---------- | --------------- | --------------- | --------------- | ------------------ | ------------------ | ------------------ | ---------- | ---------- | ---------- | ------ | ------ |
| 2016                   | Oskarshamns AIK        | D1                     | 21         | 1          | CS              | 1               | 0               | -                  | -                  | -                  | -          | -          | -          | 22     | 1      |
| 2017                   | Oskarshamns AIK        | D1                     | 24         | 1          | CS              | 2               | 0               | -                  | -                  | -                  | -          | -          | -          | 26     | 1      |
| Totale Oskarshamns AIK | Totale Oskarshamns AIK | Totale Oskarshamns AIK | 45         | 2          |                 | 3               | 0               |                    | -                  | -                  |            | -          | -          | 48     | 2      |
| 2018                   | Jönköpings Södra       | S                      | 7          | 0          | CS+CS           | 2+1             | 0               | -                  | -                  | -                  | -          | -          | -          | 10     | 0      |
| 2019                   | Degerfors              | S                      | 26         | 1          | CS+CS           | 2+0             | 0               | -                  | -                  | -                  | -          | -          | -          | 28     | 1      |
| 2020                   | Degerfors              | S                      | 30         | 1          | CS              | 0               | 0               | -                  | -                  | -                  | -          | -          | -          | 30     | 1      |
| feb.-ago. 2021         | Bodø/Glimt             | ES                     | 10         | 1          | CN              | 2               | 0               | UCL+UECL           | 1+2                | 0                  | -          | -          | -          | 15     | 1      |
| ago.-dic. 2021         | Degerfors              | A                      | 15         | 1          | CS              | -               | -               | -                  | -                  | -                  | -          | -          | -          | 15     | 1      |
| Totale Degerfors       | Totale Degerfors       | Totale Degerfors       | 71         | 3          |                 | 2               | 0               |                    | -                  | -                  |            | -          | -          | 73     | 3      |
| 2022                   | Kalmar                 | A                      | 9          | 0          | CS              | 4               | 1               | -                  | -                  | -                  | -          | -          | -          | 13     | 1      |
| Totale                 | Totale                 | Totale                 | 142        | 6          |                 | 14              | 1               |                    | 3                  | 0                  |            | -          | -          | 159    | 7      |